# Drehpack
Ein Drehpack (Versandhülse, Versandrohr, Versandrolle, auch Planrolle) ist eine stabile zylinderförmige Verpackung, die meist aus einem Außenteil sowie einem im Durchmesser etwas kleineren Innenteil besteht und durch eine Schraubmechanik kombiniert werden kann.
In geschlossenem Zustand ist die Länge variabel wählbar, abhängig vom Verstellbereich und davon, wie weit dessen Schraubdeckel (Außenteil) aufgeschraubt oder aufgeschoben wird. Dadurch wird die Länge der Verpackung an die Länge des darin aufbewahrten Gegenstandes angepasst.
In der Regel bestehen Drehpacks aus Kunststoff, sind sehr einfach (preisgünstig) gefertigt und werden zuerst als Verkaufs- und anschließend Transportverpackung z. B. länglicher Gegenstände verwendet (zum Beispiel werden Okulare und große Bohrer üblicherweise in Drehpacks verkauft und aufbewahrt).
Drehpacks sind im Unterschied zu anderen Behältern mit Schraubverschluss schnell zu schließen und zu öffnen, da sich schon mit geringem Kraftaufwand der Deckel aufschieben oder abziehen lässt, ohne ihn zu drehen. Entsprechend sind Drehpacks eher zum Schutz denn als Tragehilfe geeignet. Je nach Ausführung der Gewindegänge kann sich bei unvorsichtigem Aufnehmen die Hülse öffnen und der Inhalt herausrutschen.
Analog zu Drehpacks gibt es noch weitere zylindrische Verpackungshülsen wie z. B. Gewindepacks und Telepacks. Des Weiteren gibt es rechteckige/quadratische Formen wie z. B. Rechteckpacks und Quadropacks. Diese haben einen viereckigen Querschnitt und können somit nicht geschraubt werden. An Stelle des Gewindes haben diese entlang einer oder mehrerer Kanten ein Sägezahnprofil, das mit dieser Rastermechanik beide Hälften ähnlich zusammenhält wie das Gewinde eines Drehpacks.  